# Assarmatori
Assarmatori è una associazione di categoria dell'industria della navigazione, che rappresenta gli armatori italiani, dell’Unione Europea e dei paesi terzi che operano in Italia servizi marittimi regolari di linea. Si è costituita nel 2018 rappresentando, rispetto alla già esistente Confitarma, non solo gli armatori nazionali ma anche quelle compagnie di navigazione estere che operano regolari servizi marittimi in Italia. L'associazione aderisce a Confcommercio.

## Storia
L'Associazione è stata costituita nel 2018, con sede a Roma (via del Babuino n. 51), con lo scopo dichiarato di rappresentare gli interessi armatoriali delle imprese di navigazione che lavorano in Italia, estendendo tale tutela anche ad altre compagnie di altre bandiere che operano una significativa quota dei servizi marittimi nei porti italiani. Uno dei principali motivi di contrasto con Confitarma ha riguardato le modalità di estensione di benefici fiscali agli armatori comunitari operanti in Italia.

## Dirigenti

### Presidente
Presidente dell'Associazione, dal gennaio 2018, è Stefano Messina (Genova, 1968), Presidente del Gruppo Messina SpA, Vice Presidente Esecutivo della Ignazio Messina e C. SpA, ricopre anche incarichi in altre società quali Presidente di Four Jolly SpA (società armatoriale nel segmento tanker) e Presidente di Yarpa SpA (società di private equity).

### Struttura e Governance
La struttura associativa si articola in dipartimenti di lavoro aventi ciascuno una specifica coordinazione distinta per area di competenza. La gestione dell’Associazione è delegata ad un Consiglio Direttivo guidato dal Presidente (dott. Stefano Messina). Segretario generale è l’avv. Alberto Rossi, che ha il compito di supervisionare le attività dell'Associazione e dei dipartimenti nella quale la stessa si struttura. 

## Attività
Assarmatori si propone di rappresentare gli interessi degli armatori e degli operatori del comparto a tutti i livelli istituzionali, con l’obiettivo di rimuovere gli ostacoli che frenano la crescita del settore, creando al contempo le migliori condizioni per garantire servizi marittimi sempre più sicuri ed efficienti. Nella mission dell'Associazione anche il sostegno agli investimenti, lo sviluppo di nuove tecnologie ed un sempre maggiore orientamento verso una logica di "green shipping".
È firmataria per la parte datoriale (assieme a Confitarma, Assorimorchiatori e Federarmatori) del CCNL per il settore marittimo, stipulato con FILT-CGIL, FIT-CISL e UIL Trasporti.

### Formazione marittima e professionale
Assarmatori è inoltre proprietaria della società di scopo "Oltremare - Servizi integrati per lo shipping" s.c. a r.l. Quest'ultima contribuisce allo sviluppo della formazione professionale continua e permanente del personale marittimo e amministrativo delle compagnie di navigazione associate, oltre a valorizzare l’inserimento lavorativo dei giovani nelle carriere marittime attraverso la realizzazione di corsi di qualificazione e di specializzazione, stage, work experiences, tirocini, formazione in apprendistato e altre misure di formazione e politica attiva del lavoro.

## Soggetti rappresentati
Le imprese associate ad Assarmatori sono attive in tutti i segmenti del trasporto marittimo, da quello di contenitori o multipurpose ai servizi delle Autostrade del Mare con navi Ro/Ro e Ro/Pax, dai collegamenti con le isole maggiori e minori al trasporto pubblico marittimo locale, da quello di merci solide e liquide alla rinfusa fino ai servizi di crociera. Assarmatori rappresenta una flotta di oltre 450 navi che impiega 60.000 addetti, tra personale di terra e di bordo.   